# مير قهرمانلو
مير قهرمانلو هي قرية في مقاطعة مشكين شهر، إيران. عدد سكان هذه القرية هو 47 في سنة 2006.